# トルコ宇宙技術研究機構
宇宙技術研究機構(トルコ語: Uzay Teknolojileri Araştırma Enstitüsü)は中東工科大学とトルコ科学技術研究会議に調印された条約の枠組みによって1985年に公的な研究機関として設立された組織。トルコ科学技術研究会議(トルコ語: TÜBİTAK)の組織であるためTÜBİTAK UZAYとされる。

## 概要
宇宙における電子技術、情報通信技術、ソフトウェアや電子技術を含む関連分野の技術に特化しており、遅れた技術の開発を並行して行っている。この機関は研究開発計画に指導力を持っており、国の研究会議で先駆者的な役割を目標としている。また民間でのシステムの設計、選定、使用の間に発生した技術問題の解決を補助し、これらの専門分野で生産開発と製造を行っている。
TÜBİTAK UZAYは小型人工衛星の設計、生産、試験などの能力の開発に重点を置いており、トルコの宇宙開発と宇宙技術での国際的協力関係の構築を主導している。現在はトルコの初代衛星BİLSATの後継となる地上観測衛星RASATを運用しており、ノウハウや技術力の獲得、トルコの宇宙開発の基礎技術の証明を目標としている。
2012年には地球観測衛星で、偵察用にも使われるギョクテュルク-2の製作に関わっており、今後このシリーズを数台打ち上げる予定。

## 註
1. ↑  “RANGE OF ACTIVITIES”.  トルコ宇宙技術研究機構. 2011年9月1日閲覧。（英語）
2. ↑  “PROJECTS”.  トルコ宇宙技術研究機構. 2011年9月1日閲覧。（英語）